# Björkehorns naturreservat
Björkehorns naturreservat är ett naturreservat i Gävle kommun i Gävleborgs län.
Området är naturskyddat sedan 2019 och är 43 hektar stort. Reservatet ligger vid Hillesjöns strand och består av  barrskog och även asp och lundar av hassel. 